# Chiesa di San Provino (Como)
La chiesa di San Provino è un edificio di culto cattolico del centro storico di Como. La chiesa è dedicata a Probino di Como, secondo vescovo della diocesi comense.

## Storia
La chiesa di San Probino fu costruita nel corso del Medioevo, epoca alla quale si fa risalire la costruzione della parte inferiore dell'odierno campanile romanico.
Questa chiesa, forse edificata a partire dal periodo della dominazione longobarda, era originariamente conosciuta come chiesa di Sant'Antonio intra moenia, e tutt'ora non si sa ancora bene se fosse dedicata ad Antonino di Piacenza o ad Antonio Abate; il cambio di dedicazione è tradizionalmente collocato nell'anno 1096, quando il vescovo Guido Grimoldi vi fece traslare le spoglie di San Provino dalla chiesa dei Santi Gervasio e Protasio (oggi scomparsa ma allora situata lungo l'attuale tratto di via Anzani che collega via Milano a via Leoni).
Nel 1295, la chiesa di San Provino era attestata alle dipendenze della basilica di Sant'Abbondio.
Durante il Medioevo, la chiesa di San Provino era soggetta a giuspatronato da parte della famiglia De Orchi, dalla quale derivarono le diciture piazza dei Liocchi e piazza delle Oche un tempo utilizzate per indicare l'odierna piazza Roma.
Parrocchiale dal XII secolo agli anni 1787-1788, la chiesa di San Provino fu ricostruita e rimaneggiata più volte nel corso dei secoli. L'edificio, originariamente ad aula, dopo la metà del Quattrocento venne ampliato tramite l'aggiunta di una seconda navata sul lato nord; in quest'area, nei primi dieci anni del secolo successivo vennero costruite quattro cappelle in stile tardogotico. A un'epoca posteriore risalgono gli interventi che comportarono una rielaborazione dell'abside e una realizzazione della volta a botte unghiata che sovrasta la navata. Nella prima metà del Seicento si registrarono invece la decorazione delle cappelle, eseguita nella prima metà del XVII secolo ispirandosi allo stile di Pier Francesco Mazzucchelli, e l'edificazione della parte più alta del campanile.
Il 22 settembre 1794, la chiesa di San Provino fece da cornice alle nozze tra Alessandro Volta e Teresa Peregrini.
Nel 1972, un rilevante intervento di restauro interessò sia gli interni sia, all'esterno, la facciata e il campanile. Durante questo intervento si procedette a riaprire la prima cappella del lato nord: un tempo intitolata a Santa Marta, tra il Seicento e il Settecento era stata infatti trasformata in una sacrestia.
Successivamente, la chiesa divenne il riferimento per una comunità di ortodossi rumeni, che vi stabilirono una parrocchia dedicata a San Gerarca Gregorio Palamas..

## Descrizione
Tra le opere conservate nella chiesa si menzionano un quattrocentesco Crocifisso ligneo, un seicentesco dipinto raffigurante San Rocco e un quadro nel quale è raffigurato un Martirio di San Giacomo. Quest'ultimo dipinto, attribuito ai fratelli Recchi e attualmente collocato nel presbiterio, costituiva originariamente una pala d'altare all'interno della vicina chiesa di San Giacomo.
Il santo titolare della chiesa è invece raffigurato in una Gloria che, sulla parete di fondo del presbiterio, funge da pala dell'altare maggiore. Questo quadro, databile attorno al 1635, è attribuito a Pietro Martire Buzzi.
Ulteriori rappresentazioni di San Rocco, questa volta scultoree, si ritrovano nella cappella a lui dedicata, la seconda sul lato nord; in questa cappella, appartenente alla famiglia De Orchi, San Rocco è rappresentato sia in un rilievo in marmo del primoquattrocentesco attribuito alla bottega familiare di Tommaso Rodari sia in una statua in legno risalente al XVI secolo.
Allo San Rocco, unitamente a San Martino era intitolata anche la quarta cappella sul lato nord, la quale nel 1789 fu rielaborata e ridedicata al fine di ospitare il già citato Crocifisso quattrocentesco, opera precedentemente collocata nella vicina chiesa di Santo Stefano (oggi non più esistente ma un tempo situata nell'attuale via Maestri Comacini). Dalla demolita chiesa di San Nazzaro in Cortesella proviene invece la seicentesca Madonna col Bimbo situata in faccia alla cappella del Crocifisso.
Sempre sul lato nord, la terza cappella, un tempo intitolata ai santi Pietro e Paolo, deve la sua attuale dedicazione alla presenza di un seicentesco dipinto che raffigura l'Angelo custode.